# Loxostege vespertilio
Loxostege vespertilio là một loài bướm đêm trong họ Crambidae.